# تیم ملی فوتبال بولیوی

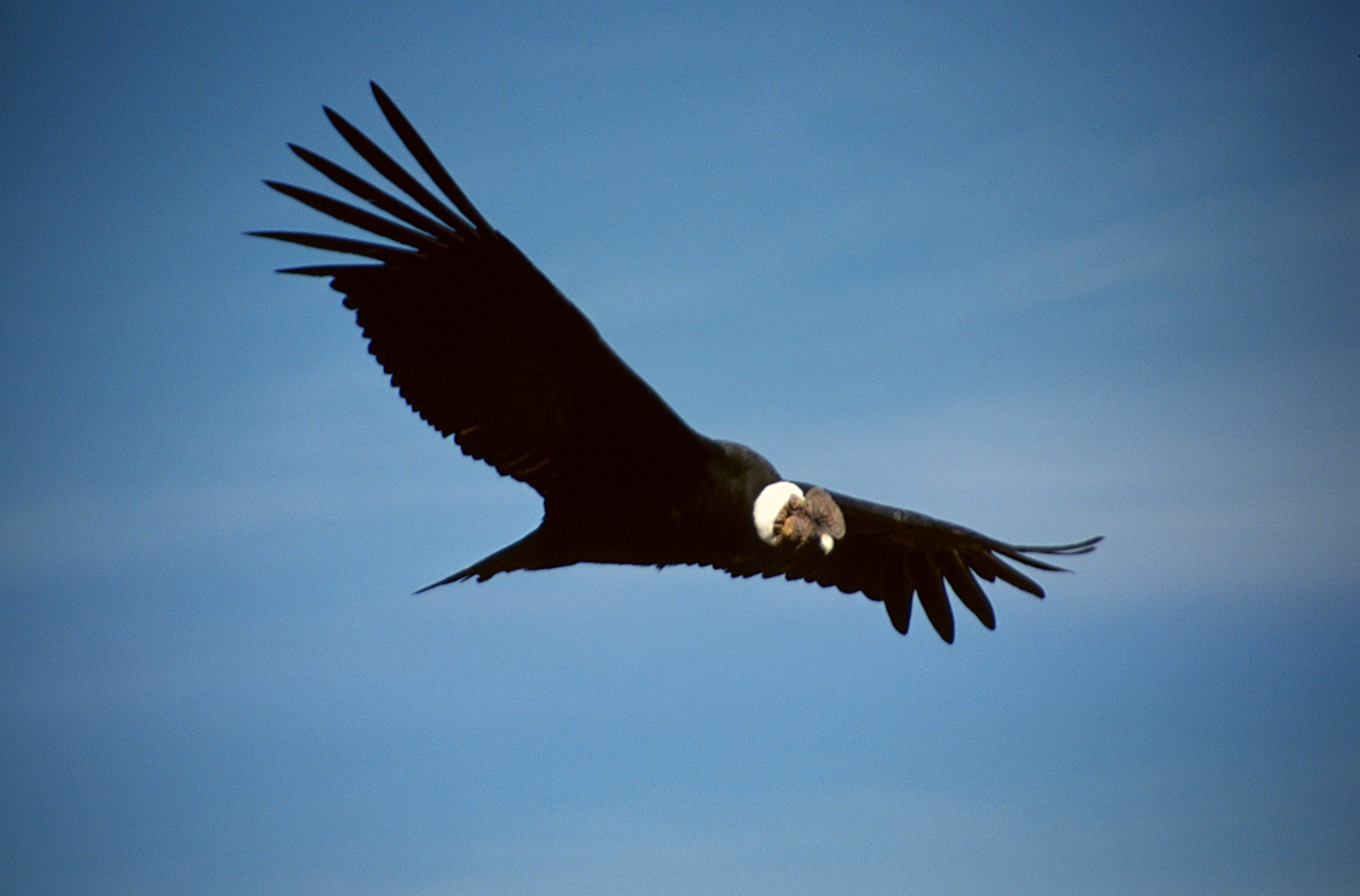
حیوان نمادین این تیم که در رشته کوهای آند می‌زیستد

تیم ملی فوتبال بولیوی نماینده کشور بولیوی در مسابقات بین‌المللی و آمریکای جنوبی است که زیر نظر فدراسیون فوتبال بولیوی فعالیت می‌کند.
فدراسیون فوتبال بولیوی پس از پیوستن به کنفدراسیون فوتبال آمریکای جنوبی (کمبول) و سپس فیفا در سال ۱۹۲۶، وارد کوپا آمریکا شد، و اولین بازی رسمی این تیم در ۱۲ اکتبر ۱۹۲۶ میلادی در برابر تیم ملی فوتبال شیلی با نتیجه ۷ بر ۱ با برد شیلی برگزار شد.
تیم ملی بولیوی تاکنون در سه جام جهانی فوتبال ۱۹۳۰، ۱۹۵۰ و ۱۹۹۴ حضور داشته است و در هر سه دوره در مرحله گروهی حذف شده است.
تیم ملی فوتبال بولیوی در تاریخ ۱۸ ژوئیه ۲۰۲۴ در رده‌بندی فیفا دارای رتبهٔ ۸۹ شد.

## آماربولیوی در رده‌بندی فیفا دارای
| ۱۹۳۰         | مرحله گروهی       | ۱۲                | ۲                 | ۰                 | ۰                 | ۲                 | ۰                 | ۸                 |
| ۱۹۳۴ تا ۱۹۳۸ | حضور نداشته       | حضور نداشته       | حضور نداشته       | حضور نداشته       | حضور نداشته       | حضور نداشته       | حضور نداشته       | حضور نداشته       |
| ۱۹۵۰         | مرحله گروهی       | ۱۳                | ۱                 | ۰                 | ۰                 | ۱                 | ۰                 | ۸                 |
| ۱۹۵۴         | ورودی پذیرفته نشد | ورودی پذیرفته نشد | ورودی پذیرفته نشد | ورودی پذیرفته نشد | ورودی پذیرفته نشد | ورودی پذیرفته نشد | ورودی پذیرفته نشد | ورودی پذیرفته نشد |
| ۱۹۵۸ تا ۱۹۹۰ | عدم انتخاب        | عدم انتخاب        | عدم انتخاب        | عدم انتخاب        | عدم انتخاب        | عدم انتخاب        | عدم انتخاب        | عدم انتخاب        |
| ۱۹۹۴         | مرحله گروهی       | ۲۱                | ۳                 | ۰                 | ۱                 | ۲                 | ۱                 | ۴                 |
| ۱۹۹۸ تا ۲۰۱۰ | عدم انتخاب        | عدم انتخاب        | عدم انتخاب        | عدم انتخاب        | عدم انتخاب        | عدم انتخاب        | عدم انتخاب        | عدم انتخاب        |
| مجموع        |                   | ۳/۱۹              | ۶                 | ۰                 | ۱                 | ۵                 | ۱                 | ۲۰                |

| سال  | مرحله   | بازی                   | نتیجه |
| ---- | ------- | ---------------------- | ----- |
| ۱۹۳۰ | مرحله ۱ | بولیوی 0 – 4 یوگسلاوی  | باخت  |
| ۱۹۳۰ | مرحله ۱ | بولیوی 0 – 4 برزیل     | باخت  |
| ۱۹۵۰ | مرحله ۱ | بولیوی 0 – 8 اروگوئه   | باخت  |
| ۱۹۹۴ | مرحله ۱ | بولیوی 0 – 1 آلمان     | باخت  |
| ۱۹۹۴ | مرحله ۱ | بولیوی 0 – 0 کرهٔ جنوبی | تساوی |
| ۱۹۹۴ | مرحله ۱ | بولیوی 1 – 3 اسپانیا   | باخت  |

### کوپا آمریکا
| ۱۹۱۶ | عدم حضور   | ۱۹۴۱ | انصراف     | ۱۹۷۵ | مرحله ۱        |
| ۱۹۱۷ | عدم حضور   | ۱۹۴۲ | انصراف     | ۱۹۷۹ | مرحله ۱        |
| ۱۹۱۹ | عدم حضور   | ۱۹۴۵ | مقام ششم   | ۱۹۸۳ | مرحله ۱        |
| ۱۹۲۰ | عدم حضور   | ۱۹۴۶ | مقام ششم   | ۱۹۸۷ | مرحله ۱        |
| ۱۹۲۱ | عدم حضور   | ۱۹۴۷ | مقام هفتم  | ۱۹۸۹ | مرحله ۱        |
| ۱۹۲۲ | عدم حضور   | ۱۹۴۹ | مقام چهارم | ۱۹۹۱ | مرحله ۱        |
| ۱۹۲۳ | عدم حضور   | ۱۹۵۳ | مقام ششم   | ۱۹۹۳ | مرحله ۱        |
| ۱۹۲۴ | عدم حضور   | ۱۹۵۵ | انصراف     | ۱۹۹۵ | یک چهارم نهایی |
| ۱۹۲۵ | عدم حضور   | ۱۹۵۶ | انصراف     | ۱۹۹۷ | نایب قهرمان    |
| ۱۹۲۶ | مقام پنجم  | ۱۹۵۷ | انصراف     | ۱۹۹۹ | مرحله ۱        |
| ۱۹۲۷ | مقام چهارم | ۱۹۵۹ | مقام هفتم  | ۲۰۰۱ | مرحله ۱        |
| ۱۹۲۹ | انصراف     | ۱۹۵۹ | انصراف     | ۲۰۰۴ | مرحله ۱        |
| ۱۹۳۵ | انصراف     | ۱۹۶۳ | قهرمان     | ۲۰۰۷ | مرحله ۱        |
| ۱۹۳۷ | انصراف     | ۱۹۶۷ | مقام ششم   | ۲۰۱۱ | مرحله ۱        |
| ۱۹۳۹ | انصراف     |      |            |      |                |